# بنیفاییم
بنیفاییم (به اسپانیایی: Benifallim) دهستانی در استان آلیکانتهٔ اسپانیا است.
در این دهستان ۱۱۵ نفر زندگی می‌کنند. مساحت این دهستان ۱۳٫۷۵ کیلومتر مربع است.